# ريتشارد إتش كاردويل
ريتشارد إتش كاردويل (بالإنجليزية: Richard H. Cardwell)‏ هو محامي وقاضي أمريكي، ولد في 1 أغسطس 1845، وتوفي في 19 مارس 1931 في آشلاند (فرجينيا) في الولايات المتحدة.